# Kierzkowo (województwo kujawsko-pomorskie)
Kierzkowo – wieś w Polsce położona w województwie kujawsko-pomorskim, w powiecie żnińskim, w gminie Żnin.
W latach 1975–1998 miejscowość administracyjnie należała do województwa bydgoskiego. Według Narodowego Spisu Powszechnego (III 2011 r.) liczyła 105 mieszkańców. Jest 36. co do wielkości miejscowością gminy Żnin.
Na południowy wschód od wsi znajduje się duży grobowiec megalityczny, wiek powstania którego szacuje się na okres 3200-2700 p.n.e.